# Secret Girl
Secret Girl (jap. 僕になった私, Boku ni Natta Watashi) ist eine Mangaserie von Ako Shimaki, die in Japan in den Jahren 2005 und 2006 erschien. Die Shōjo-Serie wurde unter anderem ins Deutsche übersetzt und ist in die Genres Comedy und Romantik einzuordnen. Sie erzählt von einer Schülerin, die als Ersatz für ihren Bruder an ein Jungeninternat gehen muss.

## Inhalt
Eigentlich sollte Momoko Takanashi nach der Mittelschule auf eine normale Oberschule gehen. Doch ihr begabter Bruder Akira, der ein elitäres Internat besuchen soll, hat darauf keine Lust mehr und reißt von zu Hause aus, um bei einem Fotografen eine Lehre zu machen. Ihre Mutter ist so verzweifelt, dass sie Momoko die Haare kurz schneidet und sie als Ersatz für ihren Bruder ins Jungeninternat schickt. Zu ihren Eltern darf sie erst zurück, wenn ihr Bruder zurückgekehrt ist und seinen Platz an der Schule eingenommen hat. So muss Momoko nun verbergen, dass sie ein Mädchen ist, die an der Schule nicht erlaubt sind, und dabei noch mit den vielen ihr fremden und oft nicht wohlgesonnenen Schülern zurechtkommen. Mit ihrem neuen Äußeren ist sie unglücklich und ihre Hoffnung, an der Oberschule einen festen Freund zu finden, steht in diesem Umfeld vor großen Hindernissen.
Dann kommen sowohl der gutaussehende Schülersprecher Yosuke Saeki als auch ihr Zimmergenosse Kunio Ito hinter Momokos Geheimnis. Beide wollen ihr Wissen ausnutzen und erpressen das Mädchen, um sie für verschiedene Dienste einzuspannen. Besonders Kunio tut sich darin hervor, den sie von Anfang an als, wenn auch ebenso gut aussehendes, Ekelpaket empfindet. Doch nach einiger Zeit merken beide, dass sie eigentlich Zuneigung zueinander empfinden. Dies wiederum weckt die Eifersucht des Schülersprechers, der diese an Momoko auslässt. Zudem entdeckt sie eines Tages plötzlich ihren Bruder am Internat, dessen plötzliches Wiederauftauchen ihre Beziehung zu Kunio gefährdet. Kunio verteidigt Momoko nun sogar gegenüber Saeki, der sie mit ihrem Geheimnis weiter erpressen und zu einer Verabredung zwingen wollte.

## Veröffentlichung
Die Serie wurde von 2005 bis 2006 im monatlich erscheinenden Magazin Cheese! bei Shogakukan veröffentlicht. Von April 2005 bis Juni 2006 brachte der Verlag die Kapitel auch gesammelt in fünf Bänden heraus.
Eine deutsche Fassung des Mangas erschien von Dezember 2007 bis August 2008 bei Egmont Manga, die Übersetzung stammt von Costa Caspary. Auf Französisch wurde der Manga bei Asuka Comics veröffentlicht, auf Spanisch bei Editorial Ivréa und auf Chinesisch bei Ever Glory Publishing in Taiwan.

## Rezeption und Analyse
Die deutsche Zeitschrift AnimaniA beschreibt den Manga als eine „leichtfüßige“ und „einfache Shōjo-Romance-Story mit Comedy-Elementen, die zügig voranschreitet“, „mit haarsträubend komischen“ Komplikationen des Geschwisteraustauschs. Die Zeichnungen seien durchschnittlich, nur die Seitengestaltung biete mit „schiefen Rahmen, offenen Seiten und übergreifender Platzierung von Figuren und Details“ ein dynamisches, sehenswertes Bild. Insgesamt sei die unterhaltsame Geschichte vor allem Fans von Mangaserien wie Hana-Kimi zu empfehlen.
In ihrer Analyse von Shōjo-Manga verwendet Kristin Eckstein die Serie als eines ihrer Beispiele, konkret als eines für den häufigen Topos des Mädchens, das eine Jungenschule besucht, in Verbindung mit Cross-Dressing. In den Reaktionen der negativ konnotierten Figur Saeki, der Angst hat als homosexuell zu gelten, und im Vergleich zu Kunio, der dies nicht fürchtet und sich daher sich auch mit der von allen als Jungen betrachteten Momoko als Paar zeigt, könne man erkennen, das die Autorin homosexuelle Liebe in Schutz nehmen wolle. Im Gegensatz dazu sei das vermittelte Bild von Gender und Geschlechterrollen als rein biologisch definiert eher konservativ. Es betont und verstärkt die gesellschaftliche Norm. Das Mädchen sehne sich stets danach, sich weiblich zu geben und werde an „typisch weiblichem“ Verhalten erkannt. Und die „Möglichkeit, weiblich konnotierte Kleidung zu tragen, wird […] zu einem wesentlichen Bestandteil für eine glückliche weibliche Adoleszenz hochstilisiert“, männliche Kleidung werde dagegen als Einschränkung von Momokos Weiblichkeit gezeigt. Auch wenn vereinzelt Vorurteile über Geschlechterrollen kritisiert werden und für Toleranz gegenüber Homosexualität plädiert werde, zementiere die Geschichte die These de „natürlichen“, nicht veränderlichen Geschlechts, das in Momokos Fall auch ständig von anderen fremdbestimmt ist – erst von ihrer Mutter und dann von ihrem Freund. Diesen kann sie erst beruhigt im Internat zurücklassen, nachdem sie Sex hatten und Momoko damit sein Eigentum geworden sei.